# Lasioglossum tricolor
Lasioglossum tricolor är en biart som först beskrevs av Michener 1965.  Lasioglossum tricolor ingår i släktet smalbin, och familjen vägbin. Inga underarter finns listade i Catalogue of Life.